# Il bambino con il pigiama a righe (film)
Il bambino con il pigiama a righe  (The Boy in the Striped Pyjamas) è un film del 2008 diretto e sceneggiato da Mark Herman, adattamento cinematografico dell'omonimo romanzo di John Boyne.
Ambientato durante la seconda guerra mondiale, il film racconta l'orrore di un campo di sterminio nazista attraverso gli occhi di due bambini di otto anni, legati dalla più profonda delle amicizie, nata oltre qualsiasi barriera: Bruno, figlio del comandante tedesco del campo, e Shmuel, ebreo prigioniero nel lager, interpretati rispettivamente da Asa Butterfield e Jack Scanlon.

## Trama
Germania, seconda guerra mondiale. Bruno è un bambino tedesco di otto anni, curioso, intraprendente e appassionato d'avventura, che vive a Berlino con suo padre Ralf, un ufficiale nazista, sua madre Elsa, sua sorella Gretel e una giovane domestica, Maria.
Un giorno, a seguito della promozione del padre, Bruno viene costretto a lasciare la città e tutti i suoi amici per trasferirsi in una casa di campagna insieme alla famiglia.
Poco dopo il suo arrivo, il bambino scopre per caso che vicino alla sua nuova abitazione sorge un campo di concentramento, che però crede trattarsi di una fattoria. Improvvisamente catapultato in una vita monotona e solitaria, circondato solo da domestici e soldati, il bambino inizia ben presto a esplorare i dintorni della tenuta e riesce a scoprire un passaggio, che lo conduce fino ai confini del campo.
Lì conosce Shmuel, un bambino ebreo, suo coetaneo. Nonostante i due siano divisi dal filo spinato e dal tentativo degli adulti attorno a lui di infondere odio verso la razza ebraica, Bruno si dimostra fin da subito estraneo ai condizionamenti. Tra i due bambini nasce infatti una profonda amicizia, benché i due possano giocare nei limiti fisici del possibile, dato il filo spinato.
Un giorno, appena prima di ritrasferirsi, Bruno si "traveste" da ebreo, scava una fossa con una pala e raggiunge Shmuel, per aiutarlo a trovare suo padre. Quando però all'interno del campo avviene un rastrellamento, Bruno viene scambiato per errore per un bambino ebreo e, insieme al suo amico, viene mandato in una camera a gas, dove entrambi i bambini sono uccisi. 
I genitori e la sorella di Bruno, nel frattempo, notano la scomparsa del bambino e seguendone le tracce giungono al campo. Mentre Ralf guarda sgomento la camera a gas, conscio dell'orrore appena compiutosi ed incapace persino di parlare, Elsa e Gretel scoppiano in un pianto di disperazione. Sono arrivati troppo tardi.

## Promozione
(tagline del film.)

## Produzione

### Riprese
Le riprese si sono svolte dal 29 aprile al 7 luglio 2007 tra Germania ed Ungheria: le location esterne includevano il cimitero di Kerepes a Budapest, il castello del Sacelláry e molte altre aree attorno a Berlino; mentre le scene all'interno sono state girate ai Fót Studios, sempre a Budapest.
Infine la post-produzione è stata completata a Londra, alla sede della BBC.

## Distribuzione

### Data di uscita
Il film è stato distribuito nel Regno Unito dal 12 settembre 2008, mentre in Italia dal 19 dicembre.

### Divieti
Negli Stati Uniti il film è stato distribuito con una censura di tipo R (Restricted), vietato quindi ai minori di 17 anni non accompagnati da un adulto, a causa delle scene di violenza e morte.

## Accoglienza

### Incassi
Guadagnando più di 9 milioni di dollari soltanto nella prima settimana dall'uscita nelle sale statunitensi, internazionalmente il film incassò circa 35 milioni di dollari, per poi arrivare ad un incasso finale di circa 44.083.403 $, a fronte di un budget di circa 13 milioni di dollari.

### Critica
Ricevendo diversi riscontri positivi, il film, sul sito web Rotten Tomatoes, riceve il 65% delle recensioni professionali positive, con un voto medio di 6,30/10, basato su 142 recensioni. Il consenso critico del sito recita: «Un film per famiglie toccante e inquietante, che affronta l'Olocausto in un modo sorprendente e insolito, e racchiude un brutale colpo di scena finale».
Su Metacritic, il film ha un punteggio normalizzato di 65 su 100, basato su 28 critiche, indicando «recensioni contrastanti o nella media».
James Christopher, di The Times, ha definito il film «estremamente toccante. Anche importante». Invece Manohla Dargis, dal New York Times, ha criticato il film dicendo che «banalizza, ignora, trucca, sfrutta, commercializza e dirotta l'Olocausto, rendendolo una tragedia su una famiglia nazista, non per una ebrea».
Per il Chicago Sun-Times, Roger Ebert ha assegnato al film 3 stelle e mezzo su 4, e ha affermato che il film non si tratta semplicemente di una ricostruzione della Germania durante la guerra, ma «riguarda un sistema di valori che sopravvive come un virus».
Kelly Jane Torrance sul Washington Times ha descritto il film come «commovente e ben raccontato». Infine, nonostante alcune critiche, Ty Burr del Boston Globe è arrivato alla conclusione personale che «Ciò che salva Il bambino con il pigiama a righe dal kitsch è la logica fredda e osservante della narrazione di Herman».
Michael Gray, storico ed educatore sull'Olocausto, ha scritto, sul suo sito web, che «la storia non è molto realistica e anzi contiene molte scene per nulla plausibili, per esempio tutte quelle in cui si vedono Bruno e Shmuel insieme, perché i bambini venivano quasi subito assassinati quando arrivavano ad Auschwitz, quindi non era possibile per loro avere contatti con persone all'esterno». Tuttavia, secondo i documenti nazisti conservati negli archivi, c'erano 619 bambini vivi nel campo, nonostante molti bambini, femmine e maschi, fossero stati uccisi coi gas al loro arrivo.
Un altro studio dell'University College di Londra ha informato che Il bambino con il pigiama a righe «sta avendo un impatto significativo ma problematico sul modo in cui i giovani cercano di dare un senso a questo complesso periodo storico». Tuttavia, uno studio più recente ha osservato che «l'accoglienza del film è fortemente basata sulle precedenti conoscenze e convinzioni degli spettatori».
La ricerca di Michael Gray ha rilevato che più di 3/4 degli scolari britannici (di età compresa tra i 13 e i 14 anni) nel suo campione si erano applicati più con Il bambino con il pigiama a righe, che con il classico Diario di Anna Frank. Il film ha avuto un effetto significativo su molte delle conoscenze e delle credenze dei ragazzi, e non solo, sui bambini dell'Olocausto: la maggioranza credeva che fosse basato su una storia vera; però è anche emerso che molti studenti hanno tratto false deduzioni dal film, come presumere che i tedeschi «non sapessero nulla dell'Olocausto perché la famiglia di Bruno non lo sapeva», o che l'Olocausto si fosse interrotto «perché un bambino tedesco era stato ucciso accidentalmente col gas».
Perciò Gray ha raccomandato di studiare il libro di Boyne, su cui è basato il film solo dopo che i bambini abbiano già appreso i fatti principali sull'Olocausto e quindi meno probabilità di esserne fuorviati.

## Riconoscimenti
- [15]
- 2008 – Premio Goya
  - Candidatura per il miglior film europeo a Mark Herman
- 2008 – British Independent Film Awards[16]
  - Miglior attrice protagonista a Vera Farmiga
  - Candidatura per il miglior film
  - Candidatura per la miglior regia a Mark Herman
- 2008 – Young Artist Award
  - Migliore attore giovane ad Asa Butterfield[17]

## Casi mediatici
Diversi studiosi dell'Olocausto hanno criticato il film, affermando che esso «ne oscura i reali fatti storici e crea una falsa equivalenza tra vittime e carnefici»: ad esempio, una scena che fu fortemente criticata fin dall'anteprima del film, è quella finale, «nella quale viene rappresentato il dolore della famiglia di Bruno, tedesco, sembrando quasi incoraggiato, lo spettatore, a provare simpatia per i responsabili dell'Olocausto».
Anche il Museo statale di Auschwitz-Birkenau ha dichiarato che Il bambino con il pigiama a righe, sia libro che film, dovrebbero essere evitati del tutto, e ha inoltre imposto raccomandazioni, aggiungendo che i resoconti veri e le opere di autori ebrei dovrebbero avere la priorità.